# Битва на Раксі
Битва на Раксі (нім. Schlacht an der Raxa) або Битва на Рехніці (нім. Schlacht an der Recknitz) — бій, що відбувся 16 жовтня 955 року між військами Отона I і союзним йому плем'ям руян з одного боку, і ободритською федерацією та їхніми слов'янськими данниками з іншого, в районі сучасного Мекленбурга, на річці Раксі (Рокітниці). Поле битви, ймовірно, знаходилося близько Рібніц-Дамгартена. Перемога німців у цій битві слідувала за серпневої перемогою над угорцями в Битві на річці Лех і ознаменувала кульмінацію правління Отона I. Далі слідували тридцять років мирного часу, що закінчилися повстанням слов'ян 983 року, яке було викликано поразкою Отона II при Кротоні.

## Передісторія битви
Племінники Германа Білунга, два саксонських графа, Віхман Молодший і Екберт Одноокий, незадоволені своїм дядьком, вступили проти нього в союз з вождями ободритів, Наконом і Стойгневом. Однак перш ніж союзники встигли зібрати сили, герцог Герман увірвався на землі ободритів і обложив місто, де знаходилися змовники. Забивши перед воротами міста до сорока воїнів і захопивши зброю убитих, Герман відступив.
У квітні 955 року ободріти відповіли на вторгнення набігом на Саксонське герцогство й узяли в облогу місто Кокаресцем. Бачачи чисельну перевагу ворога, Герман велів сховатися в місті уцілілому люду та домагатися перемир'я будь-яким способом. Мир був укладений на умовах, що вільні люди з дружинами та дітьми повинні були беззбройними піднятися на міську стіну, залишивши посеред міста рабів і майно. Але через те, що виникла між сторонами сварка, то зав'язалася битва, в якій загинули всі дорослі сакси чоловічої статі.

## Хід подій
Повернувшись після війни з угорцями (на р. Лех), Отон оголосив Віхмана і Екберта ворогами держави, і повів військо в землі ободритів, «спустошуючи й віддаючи вогню» все на своєму шляху. Сили короля рушила з заходу, через Ельбу. Інша частина саксонського війська під проводом маркграфа Геро виступила з півдня, з земель гавелян і укрів. Скориставшись племінною ворожнечею, Геро схилив на свою сторону руян, які поспішили на допомогу з півночі. Відмовившись від наступальних дій, ободрити вирішили сховатися в лісовій та болотистій місцевості.
Отон спорудив табір біля річки Ракс, перехід через яку був перегороджений противником. Поруч з річкою знаходилося болото, а зворотна дорога була завалена міцними деревами і захищалася ворожими загонами. Армія Отона налічувала близько 7000 саксонських вершників і 1000 фризьких піхотинців, війська для німецької армії були набрані з кожного герцогства в королівстві, навіть з Богемії, але армія була виснажена хворобами, голодом й нестатками. Слов'янські сили під проводом вождя Стойгнева складалися із 8000 піхотинців і 1000 легких вершників.
Після невдалих перемовин Геро про проведення бою на рівному місці, Отон наказав військам удати, що вони готуються до переправи. У цей же час Геро зі своїми союзниками руянами, вивівши з табору близько тисячі воїнів, побудував в іншому місці три мости. Ободрити не змогли встояти перед саксонською кіннотою і були розбиті.
Рятуючись утечею Стойгнев побіг до лісу, де був убитий німецьким солдатом, який був щедро винагороджений після подання Отонові відрубаної голови вождя. Близько 1100 саксів були вбиті та 2000 поранені в бою. Слов'яни втратили 4500 вояків убитими і 2000 пораненими. Після бою голова Стойгнева була насаджена на палю, і біля цього місця було страчено сімсот захоплених у полон слов'ян. Раднику Стойгнева відрізали язик і викололи очі. Віхман та Екберт втекли до Франції.